# 隆平水稲博物館駅
隆平水稲博物館駅（りゅうへいすいとうはくぶつかんえき、中文表記: 隆平水稻博物馆站、英文表記: Longping Rice Museum station）は、中華人民共和国湖南省長沙市芙蓉区にある長沙地下鉄6号線の駅である。

## 駅周辺
- 隆平水稲博物館
- 隆平中央公園
- 隆平小鎮・博物園
- 稲文化広場
- 京港澳高速道路
- 東驛公園
- 瀏陽河